# Kamalapuram
Kamalapuram es una ciudad censal situada en el distrito de Mulugu en el estado de Telangana (India). Su población es de 11493 habitantes (2011). 

## Demografía
Según el censo de 2011 la población de Kamalapuram era de 11493 habitantes, de los cuales 5776 eran hombres y 5717 eran mujeres. Kamalapuram tiene una tasa media de alfabetización del 72,02%, superior a la media estatal del 67,02%: la alfabetización masculina es del 79,65%, y la alfabetización femenina del 64,29%.